# Weißling
Weißling nennt man ein weißes Individuum von Tieren oder Pflanzen einer Art, bei der die Individuen normalerweise andere Farben haben. Früher wurde das Wort Albino in derselben Bedeutung (synonym) verwendet, heute werden meist nur noch Störungen des Melaninaufbaus als Albinismus bezeichnet.

## Weißlinge bei Pflanzen
Vollständig weiße Exemplare von normalerweise grünen Pflanzen sind nicht selbstständig lebensfähig, da ihnen der grüne Farbstoff Chlorophyll fehlt, der eine Photosynthese möglich macht, mit der zum Überleben benötigte organische Stoffe wie Saccharide gebildet werden können. Deshalb wird bei Pflanzen die Bezeichnung Weißling auch für solche Pflanzen verwendet, bei denen nur die Blüten weiß sind, wenn die betreffende Art normalerweise andersfarbige Blüten hat. Abgesehen von den (grünen) Chlorophyllen gibt es weitere Farbstoffklassen, die beiden verbreitetsten sind die (gelb-roten) Carotinoide und die (blau-roten) Anthocyane. In den Pflanzenzellen von Blüten treten besondere Organellen auf, die als Plastiden, anders als die Blattgrünkörperchen (Chloroplasten), kein Chlorophyll, sondern große Mengen an Carotinoiden enthalten und Chromoplasten genannt werden, da sie den Farbstoff der Blüten tragen. Im Verlauf der Blütenbildung können sich Chloroplasten in Chromoplasten umwandeln.

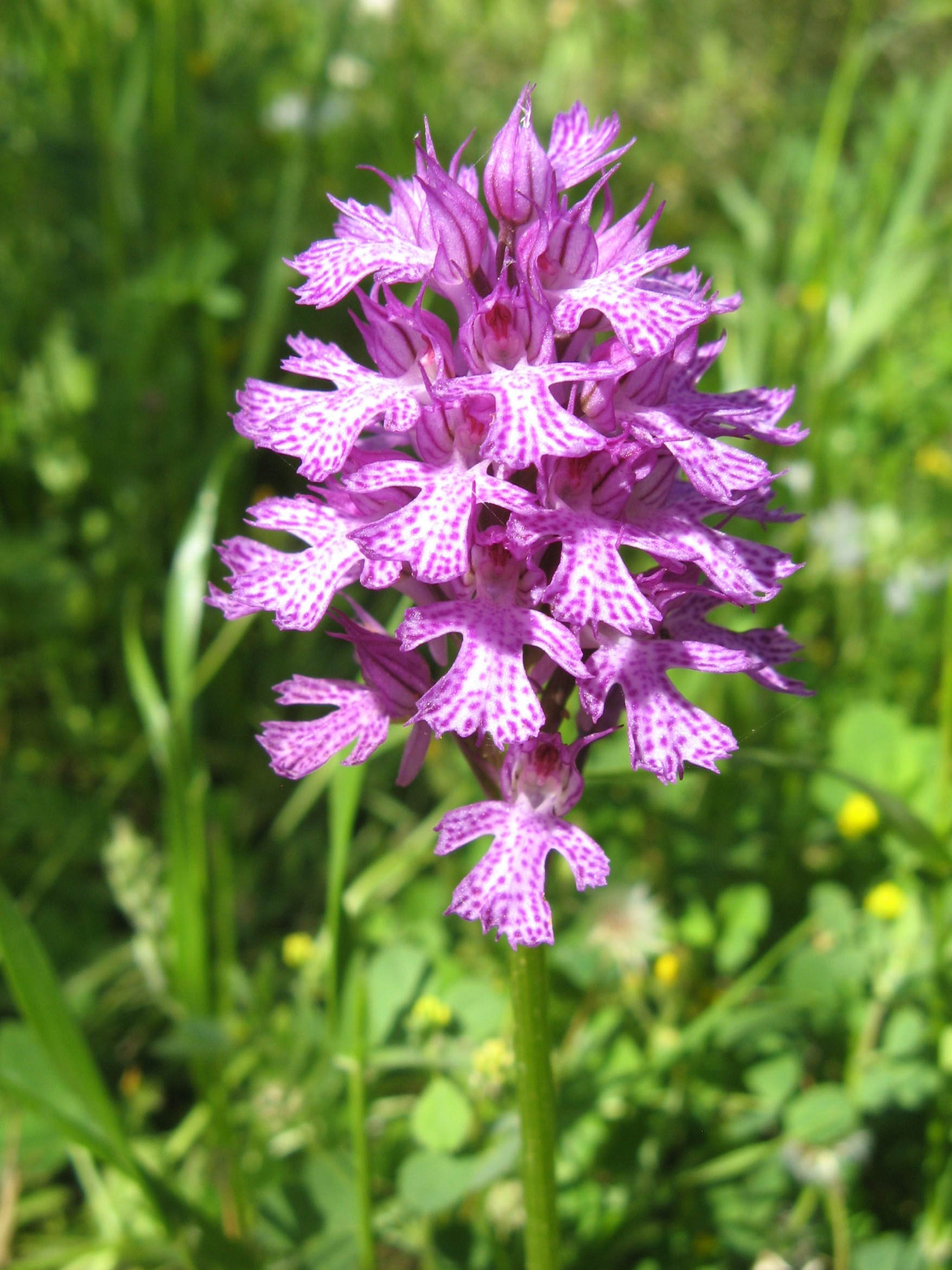
Orchis tridentata – normale Blüten
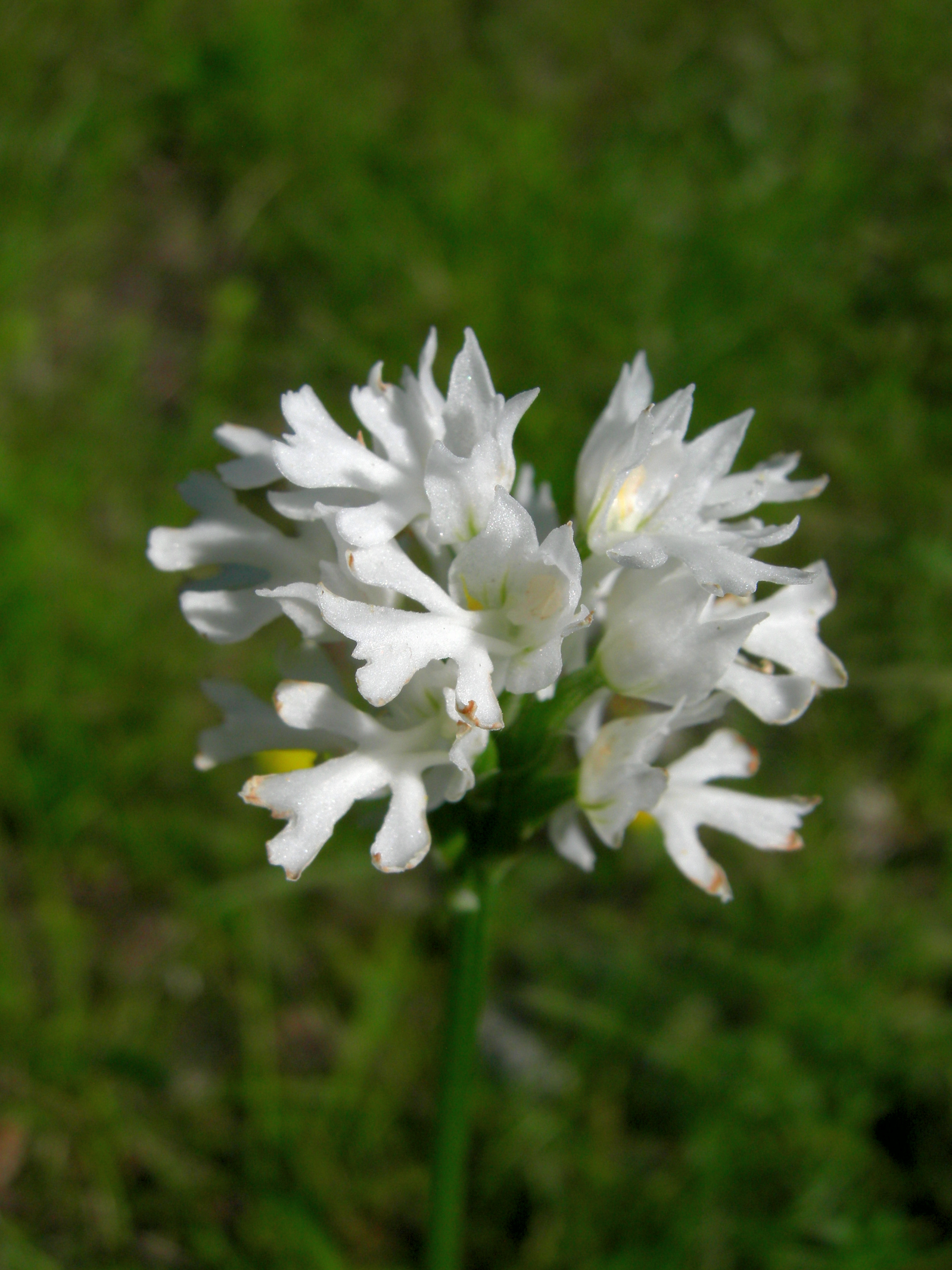
Orchis tridentata – weiße Blüten
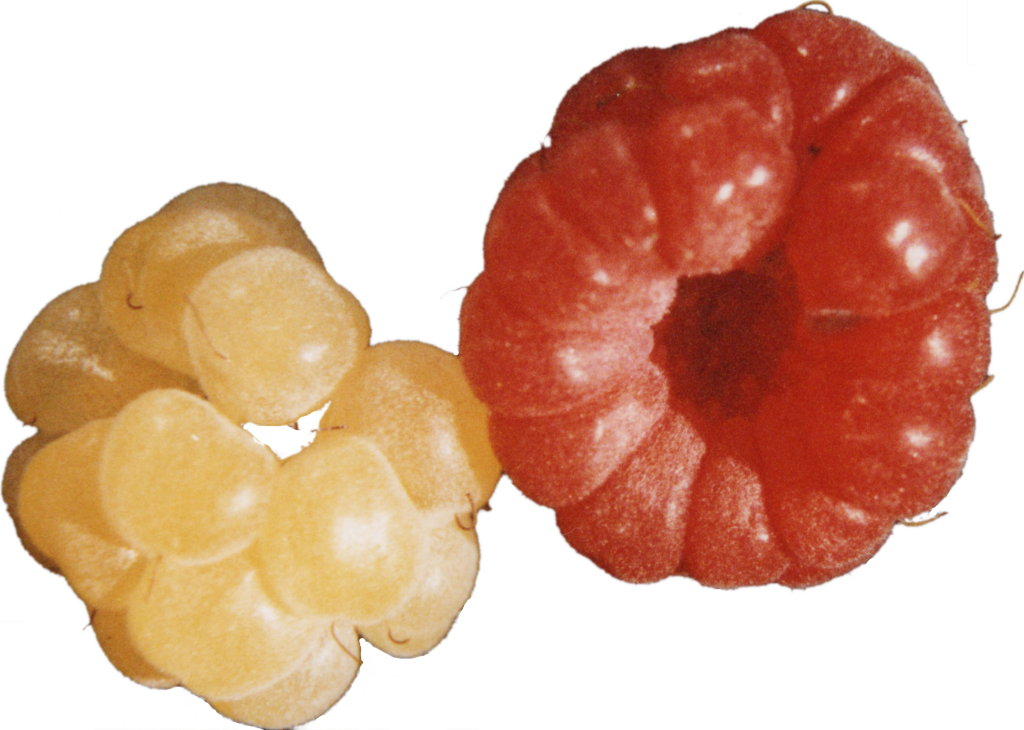
Weiße und normal rote Himbeere
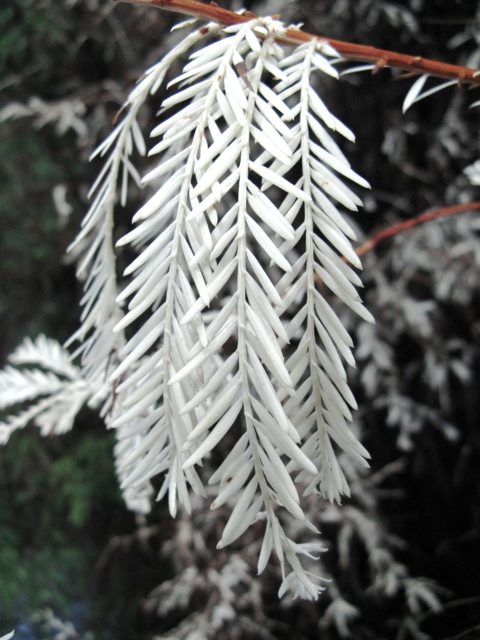
Redwoodzweig mit chlorophyllfreien Blättern

Somatische Mutationen – also Mutationen, die nicht die Keimzellen in den Blüten und Samen betreffen – können dazu führen, dass einzelne Zweige eines Strauches völlig weiße Blätter haben, die ebenso wie die Wurzelsprosse miternährt werden.
Wenn beispielsweise Reispflanzen aus Pollen oder Antheren wiedergebildet (regeneriert) werden, fehlt oft einem erheblichen Teil der so entstandenen Pflanzen das Chlorophyll. Zwar bilden die Pflanzen Proplastiden, jedoch ist diesen ein Teil der Gene verloren gegangen, sodass sie kein Chlorophyll produzieren können. Beim Weizen treten ähnliche Probleme auf, doch lassen die sich hier durch besondere Kulturbedingungen verringern.

## Weißlinge bei Säugetieren
Bei Säugetieren entstehen Fell- und Hautfarbe durch die Zusammensetzung und Menge der Melanine. Melanine werden durch Melanozyten in spezialisierten Organellen, den Melanosomen, produziert. Weißlinge können durch drei verschiedene Mechanismen entstehen.
- Als Albinismus bezeichnet man es, wenn Stoffe, die für die Melaninsynthese nötig sind, wegen einer Mutation nicht mehr hergestellt werden können.
- Als Leuzismus bezeichnet man es, wenn während der Entwicklung im Mutterleib die Melanozyten nicht vom Neuralrohr, aus dem später Gehirn und Wirbelsäule entstehen, bis hin zu den Organen wandern, wo die Melanozyten nachher ihre Farbstoffe produzieren sollen.

Daneben gibt es weitere Gründe, die zur Entstehung von weißen Säugetieren führen. Der Schimmel entsteht beispielsweise durch eine Mutation eines Gens, das die Teilung der Melanozyten beschleunigt und dazu führt, dass sie deshalb früher absterben und gleichzeitig relativ häufig Melanome auftreten.

### Mit Melaninmangel verbundene Krankheiten beim Menschen
- Vitiligo oder die Weißfleckenkrankheit äußert sich durch weiße, pigmentfreie Hautflecken, die durch Absterben der Melanozyten langsam größer werden.
- Die Tuberöse Hirnsklerose oder das Bourneville-Pringle-Syndrom ist eine autosomal-dominant vererbte Krankheit mit einer Häufigkeit von 1:20 000–1:40 000 in der Bevölkerung. Sie zeigt sich durch Adenoma sebaceum (viele kleine knötchenförmige Tumore auf der Gesichtshaut und unter den Fingernägeln), Epilepsie, zunehmende geistige Behinderung und weiße Flecken auf der Haut. Diese Flecken sind darauf zurückzuführen, dass in den Melanozyten die Melanosomen zwar angelegt werden aber nicht vollständig ausreifen und deshalb hell bleiben.
- Phenylketonurie ist eine erbliche Stoffwechselstörung, die unbehandelt zu schwerer geistiger Retardierung und auch zu heller Haut-, Haar- und Augenfarbe führt.

## Weißlinge bei Vögeln
Neben Melaninen spielen bei Vögeln noch Carotinoide und Federstrukturen bei der Entstehung der Farben eine Rolle. Carotine werden über die Nahrung aufgenommen. Bei Vögeln gibt es als Ursachen für Weißlinge daher Albinismus und Leuzismus, wie bei Säugetieren, und zusätzlich die Möglichkeit, dass nicht genug Carotinoide in der Nahrung zur Verfügung stehen, dass mehr Carotinoide verbraucht werden als üblich, oder dass die Aufnahme von Carotinoiden in die Federn gestört ist.

## Weißlinge bei Amphibien, Fischen und Reptilien
Bei Fischen, Amphibien und Reptilien entsteht die Farbe von Haut und Schuppen dadurch, dass Licht mit drei verschiedenen Typen von Chromatophoren (Pigmentzellen, Farbstoffbildende Zellen) interagiert, den Melanophoren, Xanthophoren und Iridophoren.
Für jede dieser drei farbstoffbildenden Zelltypen sind Mutationen möglich, die dem Leuzismus entsprechen, da sie die Wanderrichtung und Geschwindigkeit der Zellen ändern, wenn sie vom Neuralrohr zu ihrem Bestimmungsort wandern. Genauso sind für alle Farbstofftypen Mutationen möglich, die dem Albinismus insofern entsprechen, dass sie dazu führen, dass die Farbstoffsynthese nicht mehr richtig ablaufen kann. Diese Typen von Weißlingen sind deshalb auch unter Albinismus und Leuzismus besprochen.
Andere Gründe für die Entstehung von Weißlingen sind Fehlernährung und eine veränderte Steuerung der Farbstoffsynthese. So führt bei der Flunder eine einseitige Fütterung dazu, dass ein Teil der Tiere auf der Körperoberfläche dieselbe weiße Farbe entwickelt wie auf der Unterseite.